# Копилов Микола Іванович
Копилов Микола Іванович (20 січня 1877, Російська імперія — 9 червня 1936, Ніца, Франція) — полковник Дієвої Армії УНР.

## Життєпис
Закінчив Оренбурзький Неплюєвський кадетський корпус. На військовій службі з 9 серпня 1898 року: служив у лейб-гвардії Гренадерському полку. Останнє звання у російській армії — полковник.
З 1 грудня 1917 року — начальник управління технічного загону військ Центральної Ради. З 1 серпня 1918 року — начальник військово-історичного відділу штабу губернського коменданта Поділля. З 1 вересня 1918 року — начальник особливого відділу штабу 2-го Подільського корпусу Армії Української Держави. 
З 1 січня 1919 року — т. в. о. помічника начальника 2-го Подільського корпусу Дієвої Армії УНР. 16 березня 1919 року захворів на тиф та залишився у Вінниці. У липні 1919 р., після повернення до Вінниці Дієвої Армії УНР, — начальник нагородного відділу штабу Дієвої Армії УНР. У подальшому — начальник 1-ї частини інспекторського відділу штабу Дієвої Армії УНР. У листопаді 1919 року був інтернований польською владою. 
З 1 квітня 1920 року — начальник відділу призначення на посади Військового міністерства УНР. Станом на 3 липня 1920 року — начальник 2-го відділу організаційної управи Генерального штабу УНР. З 1 листопада 1920 року — начальник організаційної управи Генерального штабу УНР.
З 1923 року жив в еміграції у Франції. Помер та похований у місті Ніца.
У Дієвій Армії УНР також служив син М. І. Копилова — сотник Іван Копилов: у 1919 році — командир 3-го куреня 1-го Синього полку Дієвої Армії УНР.